# CONINAGRO
La Confederación Intercooperativa Agropecuaria Limitada, más conocida por sus siglas CONINAGRO, es una organización que agrupa al sector cooperativo agrario de Argentina, fundada el 18 de septiembre de 1956. Se trata de una organización de tercer grado que reúne a diez federaciones que, a su vez reúnen a 120.000 empresas cooperativas agrarias. Un 20,5% del total de cereales y oleaginosas producidos en el país corresponden a cooperativas asociadas a CONINAGRO. Su actual presidente es Lucas Magnano.

## Historia
CONINAGRO fue fundada el 18 de septiembre de 1956.
Luego del retorno de la democracia en 1983 la organización vivió un período relativamente tranquilo durante la presidencia de Raúl Alfonsín,[cita requerida] pero luego fue fuertemente perjudicada por la política económica llevada a cabo por el menemismo, lo que llevó a que muchas cooperativas tuvieran que cerrar. 
A partir del gobierno de Néstor Kirchner y con el auge de los precios agrícolas internacionales, la organización se aproxima al gobierno nacional sin dejar de solicitar la definición de políticas estatales para el sector, pero desde la publicación de la resolución 125/08 sobre el aumento de las retenciones a la exportación toman distancia, la cual se incrementa luego de formar la Mesa de Enlace Agropecuaria que finalmente realizara el Paro agropecuario patronal en Argentina de 2008 contra dicha medida criticando al gobierno nacional "que no reconoce las profundas diferencias en la composición social del campo y que en definitiva, termina beneficiando a los grandes exportadores".

## Institucional
Como organización confederal de tercer grado, CONINAGRO reúne las siguientes federaciones y confederaciones patronales rurales provinciales: 
1. Asociación De Cooperativas Argentinas ACA Coop. Ltda.|Asociación Cooperativas Argentinas(ACA)
2. Federación de Coop. Vitivinícolas Argentinas (FECOVITA)
3. Federación Entrerriana de Cooperativas
4. Federación de Cooperativas Agropecuarias (UNCOGA)
5. Federación de Cooperativas Arroceras Argentinas (FECOAR)
6. Unión de Cooperativas Agrícolas Algodoneras (UCAL)
7. Federación de Cooperativas de Corrientes
8. Federación de Cooperativas Agrícolas de Misiones
9. Asociación de Cooperativas Hortícolas y Frutícolas Argentinas (ACOHOFAR)

### Otras organizaciones rurales argentinas
- Sociedad Rural Argentina
- Confederaciones Rurales Argentinas
- Federación Agraria Argentina